# 安平駅 (遼寧省)
安平駅（あんへいえき）は、中華人民共和国遼寧省遼陽市弓長嶺区にある遼渓線の駅。1934年に建てられた。遼陽駅から32キロ、本渓駅から37キロである。瀋陽鉄道局の管轄下にある。四等駅である。